# Hammeltest
Als Hammeltest wird eine energetische Futterwertprüfung der Landwirtschaftskammer Nordrhein-Westfalen bezeichnet.
Offizielle Bezeichnung des Hammeltestes ist Energetische Futterwertprüfung von Mischfuttern, Einzelfuttermitteln und speziell konzipierten Mischfuttern für Wiederkäuer.
Auf Haus Riswick wird die Verdaulichkeit von Futtermitteln seit dem Jahr 1977 an 90 kastrierten Hammeln der Rasse Schwarzkopf analysiert. Geprüft werden dabei Futter für Wiederkäuer.

## Aufbau des Futtermitteltests
Beim Hammeltest erhalten die Versuchstiere neben Heu und Wasser das Testfutter. Die Hammel werden 2 Wochen an das Futter gewöhnt, anschließend wird eine Woche lang der Kot gesammelt und verwogen. Außerdem werden Kot und Futter nach der Weender-Methode analysiert.
Ziele sind neben der Hebung der Qualität der Mischfuttermittel auch die Steigerung der Markttransparenz. In der Kritik steht teils, dass Hammel eine nicht vollständig identische Verdauung wie Milchkühe haben.
Die Ergebnisse werden in der LZ Rheinland sowie im Wochenblatt Westfalen-Lippe veröffentlicht.
Auf Haus Riswick sind 25 Einzeltierplätze für die Anfütterung vorhanden, für den Hauptversuch gibt es 30 Tierkäfige mit Trennvorrichtungen für Kot und Harn. Es gibt eine Vergleichsgruppe, welche mit 0,8 kg Heu je Tier und Tag gefüttert wird, die übrigen Tiere werden mit 0,4 kg Heu sowie 0,6 kg Testfutter gefüttert.